# Ardisia vaughanii
Ardisia vaughanii är en viveväxtart som beskrevs av Ridley. Ardisia vaughanii ingår i släktet Ardisia och familjen viveväxter. Inga underarter finns listade i Catalogue of Life.